# Australische Gespenstfledermaus

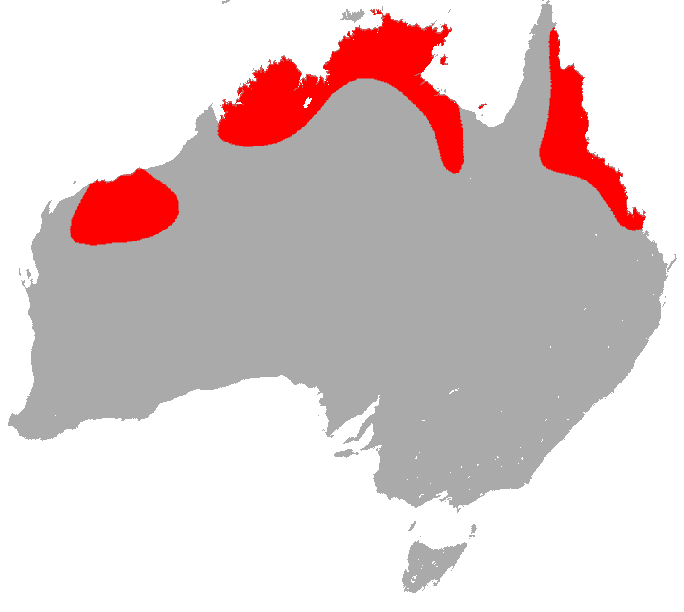
Verbreitungsgebiet der Australischen Gespenstfledermaus

Die Australische Gespenstfledermaus (Macroderma gigas) ist eine Fledermausart aus der Familie der Großblattnasen (Megadermatidae). Sie gilt als größte Fledermaus der Welt (nicht zu verwechseln mit dem größten Fledertier, da einige Flughunde deutlich größer werden.)

## Etymologie
Der wissenschaftliche Gattungsname ist aus den altgriechischen Worten μακρός makros (groß) und δέρμα dérma (Haut) zusammengesetzt. Der Artzusatz ist das lateinische Wort gigas (riesig). Beide beziehen sich auf die großen Flügel mit einer Spannweite von bis zu 60 Zentimetern.

## Verbreitung
Diese Tiere leben im nördlichen Australien, in Westaustralien, dem Nordterritorium sowie den Küstenregionen von Queensland. Ihr Verbreitungsgebiet ist groß, aber zerstückelt.

## Beschreibung
Australische Gespenstfledermäuse erreichen eine Kopfrumpflänge von 10 bis 14 Zentimetern, eine Spannweite von bis zu 60 Zentimetern und ein Gewicht von 130 bis 220 Gramm. Ihr Name stammt von der Fellfärbung, dieses ist an der Oberseite grau, während das Gesicht, die Ohren, die Flügel und die Unterseite weiß gefärbt ist. Die Ohren sind sehr groß und an der Basis mit einem Hautband verbunden, der Tragus ist gut entwickelt und geteilt. Das Nasenblatt ragt spitz nach oben. Wie alle Großblattnasen haben sie eine gut entwickelte Schwanzflughaut, aber keinen Schwanz.

## Lebensweise
Diese Fledermäuse bewohnen sowohl trockene Regionen als auch Regenwälder in Nordostaustralien. Sie schlafen in Höhlen, Felsspalten oder alten Minen, üblicherweise allein oder in kleinen Gruppen. Am Abend begeben sie sich auf Beutesuche, indem sie sich an einen Baum hängen und dort auf Beutetiere lauern. Ihre Hauptnahrung sind Mäuse, daneben jagen sie auch andere Nagetiere, kleine Beuteltiere, andere Fledermäuse, Vögel, Echsen und Insekten. Ihre Beute wird mit einem Biss in den Nacken getötet und anschließend zu einem erhöhten Punkt oder zurück in die Höhle der Jäger gebracht, wo sie verzehrt wird.

## Fortpflanzung
Die Paarungszeit fällt in den Winter (Juli bis August), die Tragzeit beträgt rund drei Monate. Zur Geburt, die in die Monate September bis November fällt, ziehen sich die Weibchen in Wochenstuben zurück. Das meist einzelne Jungtier wird zunächst von der Mutter getragen, später am Schlafplatz zurückgelassen. Ab der siebten Lebenswoche beginnt es fliegen zu lernen und geht mit der Mutter auf Jagd. Mit rund sechs Monaten werden sie entwöhnt und im zweiten Lebensjahr geschlechtsreif. Das höchste bekannte Alter eines Tieres in menschlicher Obhut betrug 16 Jahre.

## Bedrohung
Vor mehreren hundert Jahren waren Australische Gespenstfledermäuse noch in ganz Australien beheimatet, dann begann sich ihr Verbreitungsgebiet nach Norden zurückziehen, ein Trend, der sich seit der Ankunft der Europäer verstärkt hat. Die Gründe für diesen Rückgang sind nicht ganz geklärt, man vermutet, dass die grundsätzliche Änderung der Landwirtschaft und der damit verbundene Schwund an Beutetieren dahinter stehen könnte.
Auch der heutige Gefährdungsgrad ist nicht leicht einzuschätzen, hauptsächlich durch die scheue Lebensweise. Schätzungen der Gesamtpopulation belaufen sich auf 6000 bis 10.000 Tiere, die auf mehrere Gebiete verteilt leben. Die größte Gruppe lebt in einem Minensystem bei Darwin und ist durch eine geplante Intensivierung der Schürfaktivitäten bedroht. Insgesamt wird die Art als gefährdet gelistet.

## Belege
1. ↑  Conder & Strahan (Hrsg.): Dictionary of Australian and New Guinean Mammals. CSIRO PUBLISHING, 2007, ISBN 978-0-643-10006-0, S. 68–69 (Macroderma gigas).